# Сельское хозяйство Болгарии

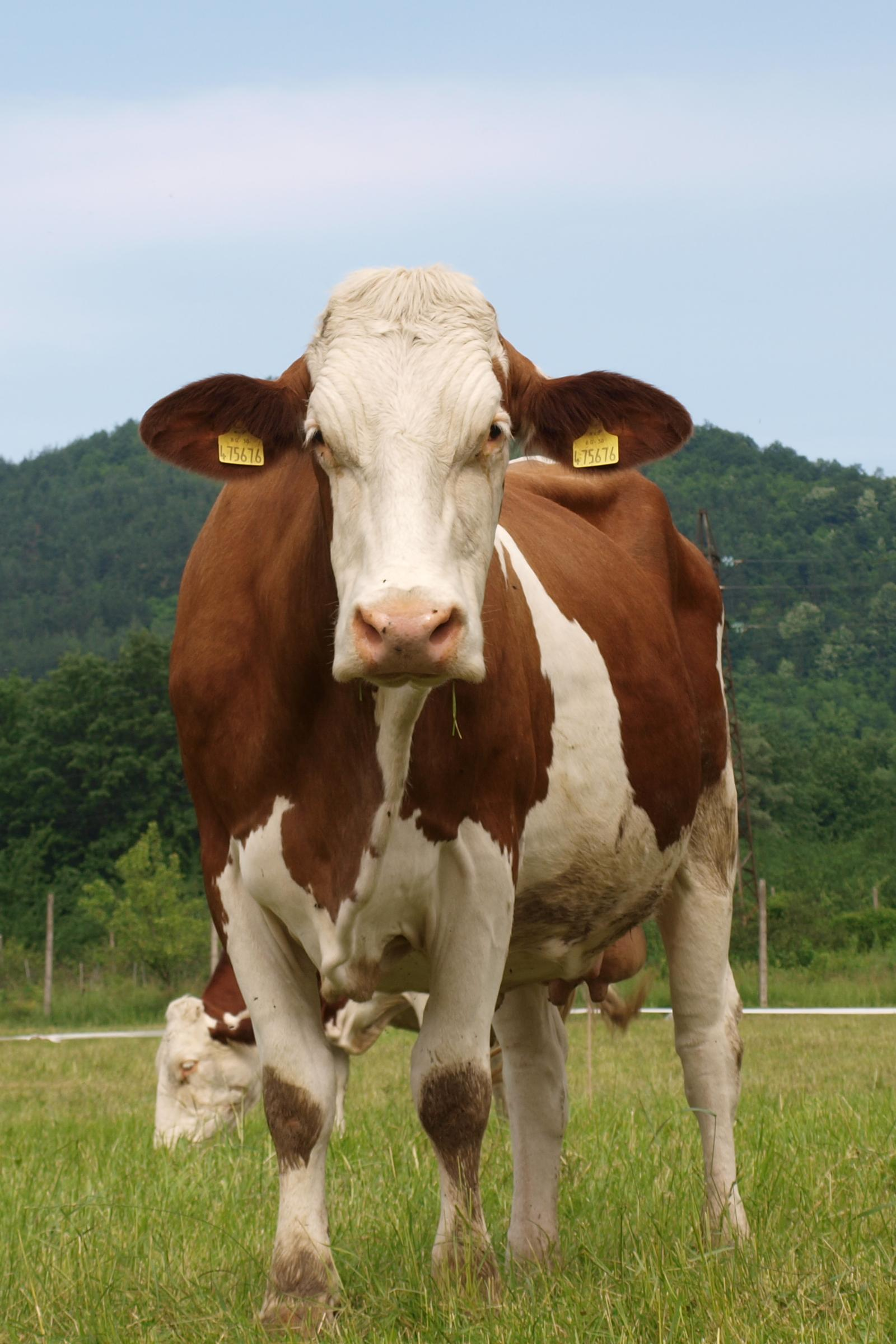
Корова породы Херефорд в Трояне

Се́льское хозя́йство Болга́рии (болг. Земеделие в България) — одна из отраслей экономики Болгарии, являвшейся главной до середины XX века. В начале XXI века производство технических культур и зерна являются главными в аграрном производстве. В животноводстве преобладает мелкотоварное производство. Сельское хозяйство (вместе с лесным хозяйством и рыболовством) составляет 5,1% от внутреннего валового продукта страны, в данных отраслях занято 6,7% населения Болгарии.

## Общие сведения
Сельское, лесное хозяйство и рыболовство вместе составляют 5,1% от внутреннего валового продукта Болгарии, в данных отраслях занято 6,7% населения страны. Для нужд сельского хозяйства, водоснабжения и гидроэнергетики было создано более 3 тысяч водохранилищ (например, Доспат, Ивайловград, Искыр и Студен-Кладенец). По состоянию на 2009 год, 16% от всех водных ресурсов, используемых для хозяйственных целей, идёт на нужды аграрного производства.

## История

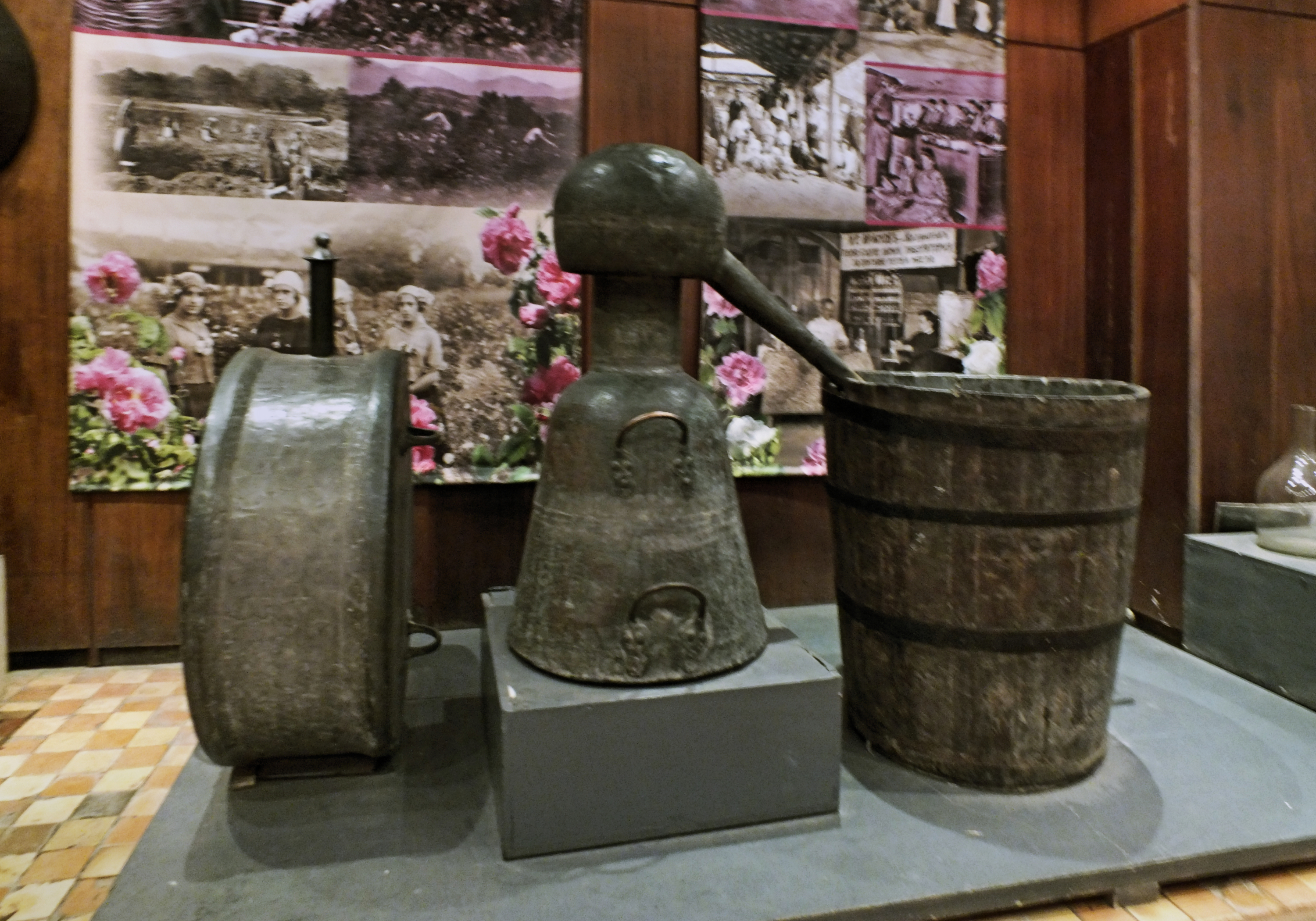
Дистиллятор розового масла в музее Розы в Казанлыке

До середины XX века сельское хозяйство являлось основной отраслью экономики Болгарии. Так, в 1881—1888 годах деньги, собранные с налогов на землю, домашний скот и виноградники, составляли около половины годовых поступлений в бюджет Княжества Болгария.
В Межвоенный период правительство Болгарии попыталось провести реформы в области сельского хозяйства, однако оно продолжало отставать от ведущих стран мира из-за отсутствия автоматизации производства вследствие раздробленности земельной собственности. 9 сентября 1944 года произошёл переворот и в Болгарии утвердилась коммунистическая власть, которая начала вести принудительную коллективизацию. В этот период сельское хозяйство облагалось большим количеством налогов, например, в 1950 году налоги и сборы достигли 75% от стоимости всей сельскохозяйственной продукции.
В 1990-х годах в стране была проведена аграрная реформа, из-за которой земля была возвращена прежним её собственникам и, следовательно, была разделена на большое количество некрупных наделов, что привело к неэффективному пользованию земли. Данный фактор вместе с отсутствием инвестиций и рынков сбыта аграрной продукции страны (государства Восточного блока), изменившими аграрную специализацию Болгарии мерами сельскохозяйственной политики Европейского союза и ухудшением материально-технического обеспечения стали причинами уменьшения объёмов сельскохозяйственного производства, в частности, сбора технических культур.
До конца 2000 годов в данной отрасли экономики Болгарии наблюдался спад, после чего из-за развития растениеводства производство и экспорт аграрной продукции выросли. В начале XXI века болгарское правительство проводит политику укрупнения сельскохозяйственных земель, их реструктуризации, а также улучшения материально-технического снабжения хозяйств. Основными отраслями сельского хозяйства в Болгарии являются производство технических культур и зерна, при этом в овощеводстве, садоводстве и животноводстве преобладает мелкотоварное производство.

## Растениеводство

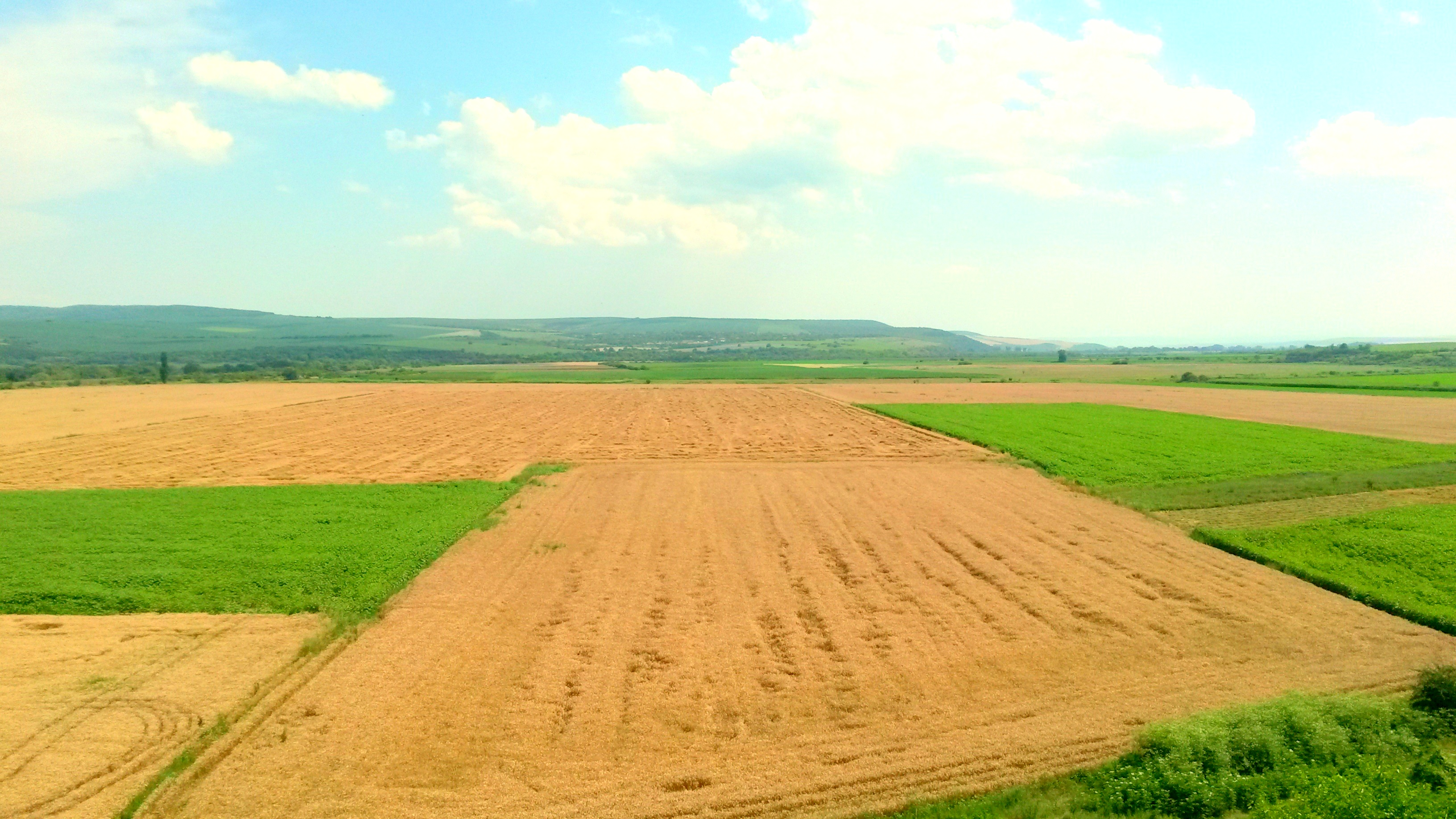
Нивы между Велико-Тырново и Русе

Площадь сельскохозяйственных земель по состоянию на 2014 год составляет 5,2 миллионов гектар, что составляет около 47% территории Болгарии, включая 3,5 миллионов гектар обрабатываемых угодий. Бо́льшая часть пахотных земель расположена на Дунайской равнине и Верхнефракийской низменности, которые распаханы на 50—70%. Основные массивы многолетних насаждений (виноградников, садов и ягодников) сосредоточены в горах Стара-Планине, Родопах и в Кюстендилской котловине и составляют 1,4% от всех обрабатываемых земель. Около 100 тысяч гектар земли искусственно орошаются, в частности, сельскохозяйственные угодья на Вехрнефракийской низменности, вдоль Дуная и его притоков, а также в долине реки Струма.
На 2014 год валовой сбор зерна составил 9,3 миллионов тонн, из них 5,3 миллионов тонн пшеницы, 3,1 миллионов тонн кукурузы и 0,9 миллионов тонн ячменя. Основными техническими культурами Болгарии являются подсолнечник (собрано 2 миллиона тонн в 2014 году) и табак (31 тысяч тонн в 2014 году), на юге выращиваются сахарная свёкла и хлопчатник. Наибольшую часть посевов зерновых и технических культур (кроме табака и хлопчатника) выращивают на Дунайской равнине. В Болгарии выращиваются и кормовые культуры, из них (на 2014 год) — 653 тысячи тонн кукурузы на зелёную массу и 385 тысячи тонн люцерны.
Развиты такие отрасли сельского хозяйства, как садоводство (выращиваются абрикосы, груши, персики, сливы и яблоки) и виноградарство: в 2014 году сбор винограда составил около 130 тысячи тонн, основная часть сбора используется в виноделии, остальное экспортируется. В Карловской и Кюстендилской котловинах, а также на южных склонах Стара-Планины выращивают эфиромасличные культуры (лаванда, мята, роза и прочие), в 2014 году производство данных культур составило около 1500 килограмм; по производству и экспорту розового масла Болгария до 2000-х годов занимала одно из ведущих мест по всему миру. На 2014 год сбор иных культур составил: 133 тысяч тонн картофеля, 120 тысяч тонн помидоров, 53 тысячи тонн огурцов, 50 тысячи тонн перца, 42 тысячи тонн капусты, 38 тысяч тонн арбузов и дынь, а также 13 тысяч тонн лука.

## Животноводство
На 2014 год поголовье сельскохозяйственных животных в Болгарии составляли 14,6 миллиона голов домашней птицы, 1,6 миллиона голов коз и овец, 553 тысячи голов крупного рогатого скота и 553 тысячи голов свиней. На севере страны шире всего представлены птицеводство, свиноводство и скотоводство; на юге ― овцеводство, включая его отгонную форму. В 2014 году количество продукции животноводства в Болгарии выглядело следующим образом: 98 тысяч тонн мяса птицы, 55 тысяч тонн свинины, менее 10 тысяч тонн говядины, около миллиона тонн коровьего молока, 43 тысячи тонн козьего молока, 40 тысяч тонн овечьего молока и 1,2 миллиарда штук яиц. Рыбная промышленность зависит от импорта рыбы, вследствие чего улов невелик, так, на 2013 год производство рыбной продукции составило 12,2 тысяч тонн.